# Mimosema inornata
Mimosema inornata är en fjärilsart som beskrevs av W. Warren 1904. Mimosema inornata ingår i släktet Mimosema och familjen mätare. Inga underarter finns listade i Catalogue of Life.